# Lurie Prize in Biomedical Sciences
Der Lurie Prize in Biomedical Sciences ist eine Auszeichnung der Foundation for the National Institutes of Health, die an vielversprechende junge (jünger als 52 Jahre) Wissenschaftler im Bereich der Biomedizin vergeben wird. Der Preis geht auf eine Stiftung der Philanthropin Ann Lurie (1945–2024) zurück und ist seit Beginn mit 100.000 US-Dollar dotiert.
Vorsitzender der Jury ist Solomon H. Snyder (Stand 2017).

## Preisträger
- 2013 Ruslan M. Medzhitov
- 2014 Jennifer Doudna
- 2015 Karl Deisseroth
- 2016 Jeannie T. Lee
- 2017 David M. Sabatini
- 2018 Zhijian Chen
- 2019 Yasmine Belkaid
- 2020 Aviv Regev
- 2021 Xiaowei Zhuang
- 2022 Anne Brunet, Andrew Dillin
- 2023 Navdeep S. Chandel, Vamsi Mootha
- 2024 Howard Y. Chang